# Carl Schweich
Carl Schweich, auch Karl Schweich (* 6. Dezember 1823 in Darmstadt; † 23. April 1898 in Düsseldorf), war ein deutscher Landschaftsmaler. 

## Leben

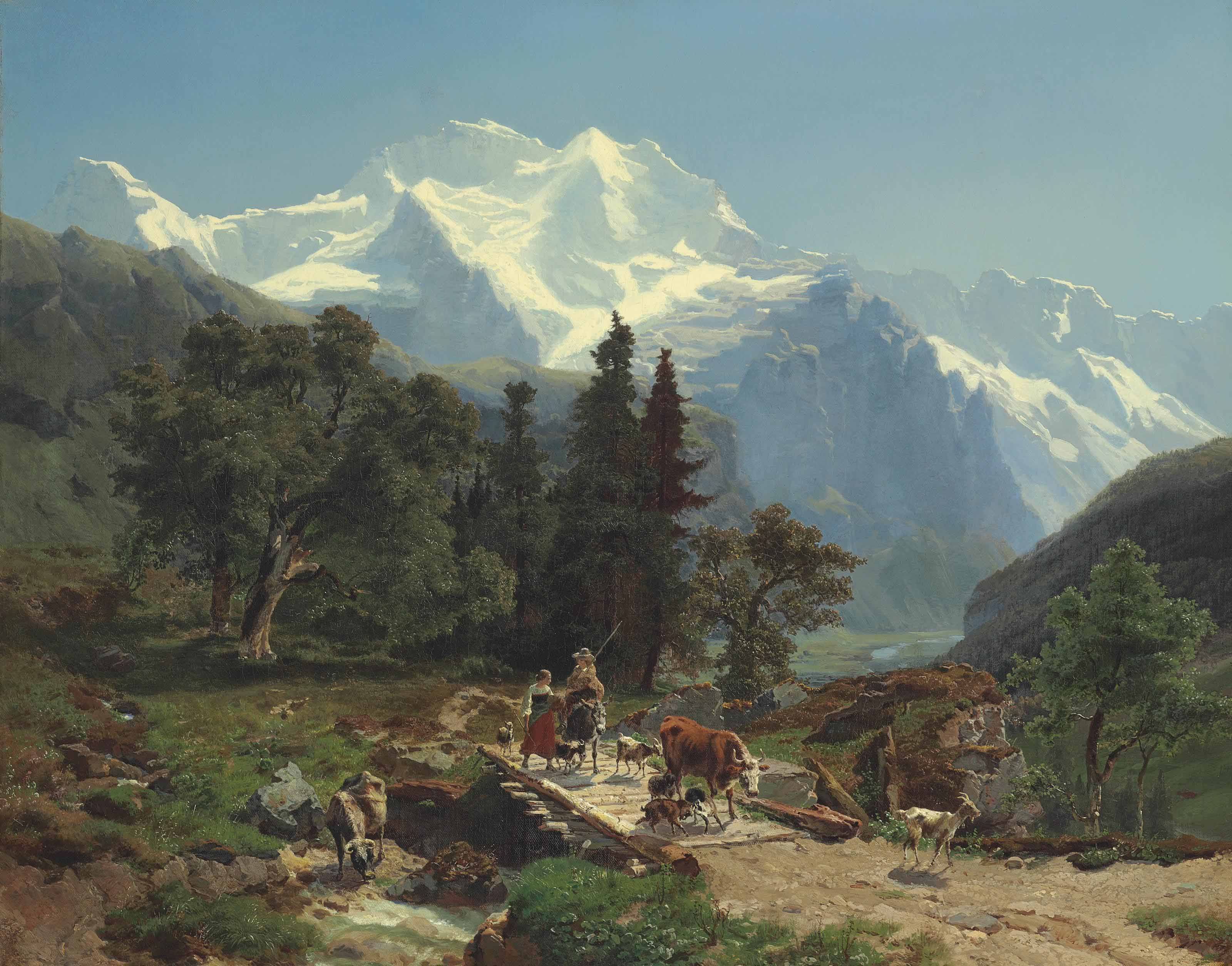
Viehtreiber auf einer Brücke in alpiner Landschaft, 1854

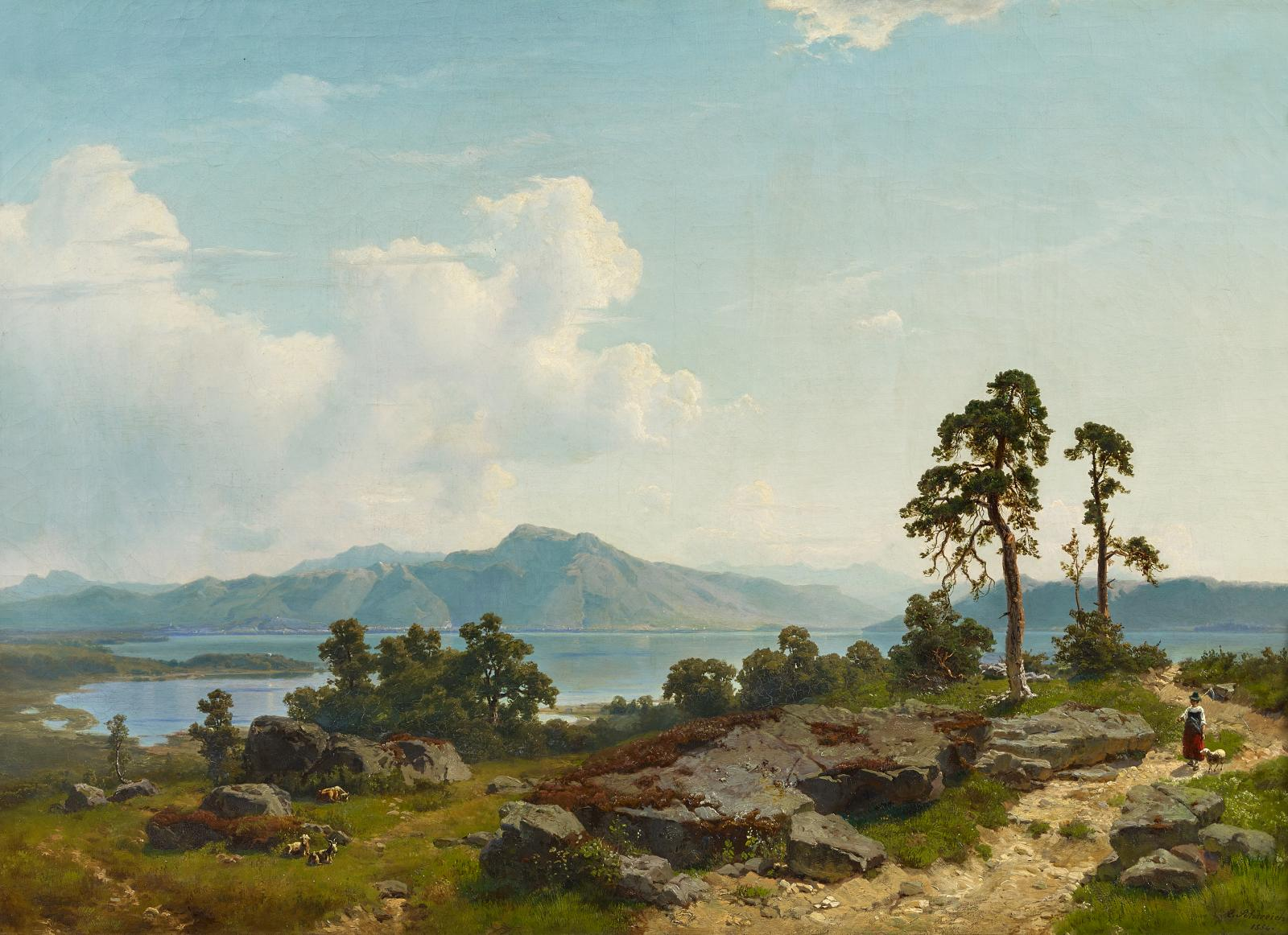
Sommertag am Chiemsee, 1856

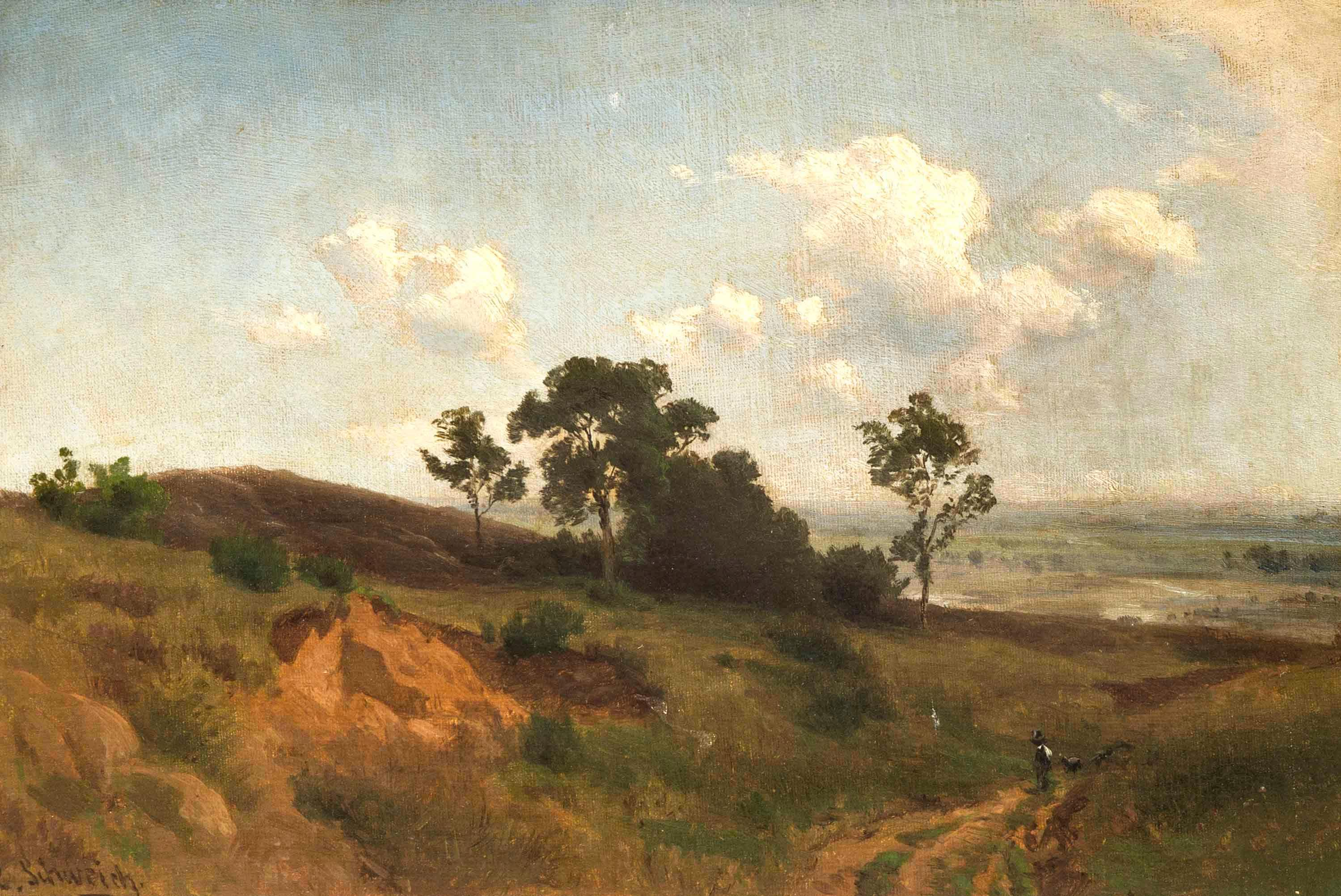
Landschaft mit Schäfer

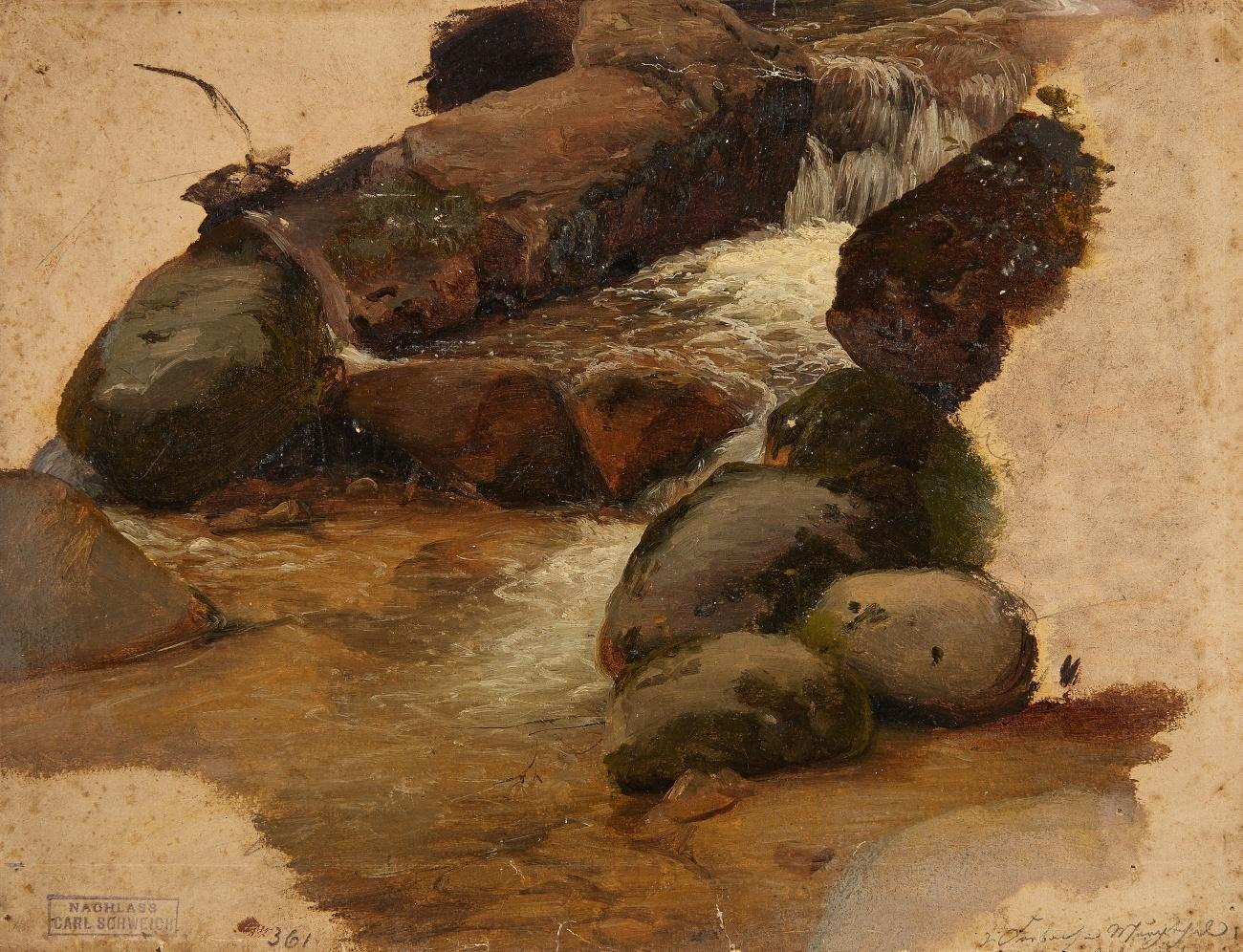
Wildbach, Ölstudie auf Papier

Finanziell gefördert durch Großherzog Ludwig III. von Hessen und bei Rhein erhielt Carl Schweich eine künstlerische Ausbildung im Atelier von August Lucas und an der Museumszeichenschule bei Karl Ludwig Seeger in Darmstadt. Von 1843 bis 1844 ließ er sich in der Landschaftsklasse von Jakob Becker an der Städelschule in Frankfurt am Main unterweisen. Im Frühjahr 1844 wurde er auf Initiative Seegers Schüler im Atelier von Carl Rottmann in München. Dort blieb er bis 1845. Auch dank der Unterstützung durch Seeger, der mit Empfehlungsschreiben vom 27. Mai 1845 den Darmstädter Großherzog erfolgreich um ein Stipendium für Schweich gebeten hatte, konnte er seinen Wohnsitz in München bis 1852 behalten. Er verkehrte in dieser Zeit im Kunstverein München sowie mit den aus Darmstadt gebürtigen Malern Heinrich Ferdinand Hofmann, August Noack und Paul Weber. 1848 hielt er sich in Antwerpen auf, um bei Josephus Laurentius Dyckmans und Gustaaf Wappers den Kolorismus der belgischen Schule zu studieren. 1853 ließ sich Schweich in Düsseldorf nieder. 1867 heiratete er dort Friederike Klotz, die zweite Tochter des Militärkapellmeisters Karl Klotz. Bis 1888 war er Mitglied des Düsseldorfer Künstlervereins Malkasten. Außerdem gehörte er dem Verein der Düsseldorfer Künstler und der Deutschen Kunstgenossenschaft an. Er starb 1898 im Alter von 74 Jahren in Düsseldorf.
Schweich schuf stimmungsvolle Aquarelle und Ölgemälde, in denen er zunächst die landschaftliche Umgebung seiner Heimat in Darmstadt, Frankfurt am Main, im Odenwald und im Schwarzwald in der spätromantischen Landschaftsauffassung seiner frühen Lehrer Lucas und Becker wiedergab. Reisen in seiner Münchner Zeit machten ihn mit Motiven aus dem Voralpengebiet Bayerns, aus Tirol und den Schweizer Bergen bekannt. In diesen Bildern zeigt sich der stilbildende Einfluss von Rottmann und der Münchner Schule. In zumeist breitformatigen Ansichten reflektieren sie einen malerischen Naturalismus. Typisch ist auch die Wiedergabe atmosphärischer Erscheinungen von erhöhtem Standorte mit Weitblick und das Bemühen um topografische Genauigkeit. Schweich bereitete diese Gemälde durch Zeichnungen und Detailstudien in der Natur gründlich vor. In seiner Düsseldorfer Zeit bereicherte er sein Repertoire um niederrheinische, bergische und weitere Motive, gleichwohl bevorzugte er weiterhin alpine Landschaftsdarstellungen. So war er auf der IV. Allgemeinen Deutschen Kunstausstellung in Düsseldorf mit dem Gemälde „Das Loisachthal bei Marnau [Murnau] in Oberbaiern“ vertreten.
Für ein Album des russischen Zaren Alexander II. schuf er einen Zyklus von Aquarell-Landschaften aus dem Kaukasus. In den Besitz dieses Kaisers gelangten auch zwei in Öl gemalte Landschaften von Schweich, eine kaukasische Landschaft und – als Gemeinschaftsarbeit mit Friedrich Frisch – die Szene der kaiserlichen Jagdgesellschaft im Lorcher Wald bei Darmstadt. Außer Landschaften malt er auch einige Bildnisse, unter anderem zwei Porträts des Großherzogs Ludwig von Hessen bei Rhein und ein Bildnis von dessen Gattin, der Großherzogin Mathilde. 1860 beteiligte er sich neben seinem Lehrer Seeger, Julius Lange, Johann Wilhelm Schirmer, Carl Friedrich Lessing und Christian Morgenstern an dem Werk Die große deutsche Landschaftsschule, in dem Originalstudien dieser Landschaftsmaler in Fotografien von Georg Markwort wiedergegeben wurden.